# Bandidus brandti
Bandidus brandti is een insect uit de familie van de mierenleeuwen (Myrmeleontidae), die tot de orde netvleugeligen (Neuroptera) behoort. 
Bandidus brandti is voor het eerst wetenschappelijk beschreven door New in 1990.